# Der Experimentator
Der Experimentator ist der gemeinsame Titel einer populären Fachbuchreihe aus dem Bereich der Laborbiologie. Die bisher erschienenen sieben Bände zu verschiedenen Teilgebieten der praktischen Laborarbeit in den Biowissenschaften zeichnen sich insbesondere durch einen sehr praxisbezogenen und oft humorvollen Schreibstil aus. Ziel ist es dabei nicht, Methoden nur vorzustellen und dem Leser fertige Anleitungen zu liefern. Vielmehr soll dem experimentell tätigen Forscher ein Gefühl dafür vermittelt werden, welche Fragestellung er mit welchen Methoden des jeweiligen Fachgebietes lösen kann, welche praktischen Grenzen eine bestimmte Methode hat, welche Probleme und Fallstricke ihn unter Umständen erwarten und welche Vor- und Nachteile verschiedene Methoden und Vorgehensweisen im Vergleich aufweisen.
Weitere Ziele der Autoren sind, beim Vorliegen von konkreten Problemen neue Ideen zu geben und auch den mit erfolglosen Experimenten verbundenen Frust abzubauen. Die Bücher eignen sich sowohl als Nachschlagewerke als auch zum chronologischen Durchlesen. Detailangaben, Arbeitsanleitungen und Protokolle zu den einzelnen Methoden sind teilweise enthalten, oft wird jedoch auf entsprechende weiterführende Bücher beziehungsweise Veröffentlichungen verwiesen. Der Umfang der Bücher liegt bei rund 220 bis 400 Seiten.

## Veröffentlichungsgeschichte
Als erster Band erschien 1996 Der Experimentator: Proteinbiochemie von Hubert Rehm, dem 1999 Der Experimentator: Molekularbiologie von Cornel Mülhardt folgte. In der jeweils dritten Auflage wurden beide Bücher in Inhalt und Titel um die Methoden der Proteomik beziehungsweise Genomik ergänzt. Der Experimentator: Proteinbiochemie/Proteomics und Der Experimentator: Molekularbiologie/Genomics liegen mittlerweile beide in der siebten Auflage vor. Kennzeichnend für den Stil sind in diesen Büchern die Zitate aus dem Werk Don Quijote von Miguel de Cervantes im Proteinbiochemie-Band beziehungsweise aus Johann Wolfgang von Goethes Faust im Molekularbiologie-Band, die von den Autoren thematisch passend eingefügt wurden. Hubert Rehm ist unter Biowissenschaftlern darüber hinaus auch noch als Mitherausgeber der Zeitschrift Laborjournal sowie, unter dem Pseudonym Siegfried Bär, als Autor des Buches Forschen auf Deutsch bekannt.
Die im Jahr 2004 und damit nach der Übernahme des Heidelberger Verlagshauses Spektrum Akademischer Verlag in die Verlagsgruppe Elsevier nacheinander erschienenen Bücher Der Experimentator: Immunologie, unter anderem von Werner Luttmann verfasst, und Der Experimentator: Microarrays von Hans-Joachim Müller und Thomas Röder wichen in der Einband-Gestaltung von den beiden ersten Bänden ab. Auch die Don Quijote-beziehungsweise Faust-Zitate sind in diesen beiden Büchern nicht mehr enthalten. Mit der fünften Auflage der beiden ersten Bände, die nun ebenfalls im Verlag Elsevier erschienen, wurden diese von der äußeren Gestaltung her an die beiden anderen Bücher angepasst. Im Mai 2007 erschien Der Experimentator: Zellkultur von Sabine Schmitz als fünfter Band, im November 2010 der sechste Band Der Experimentator: Neurowissenschaften von Guido Hermey, Claudia Mahlke, Michael Schwake und Tobias Sommer-Blöchl, sowie im September 201 8 der siebte Band Der Experimentator: Zellbiologie von Sabine Schmitz und Christine Desel.

## Bisher erschienene Bände
- Hubert Rehm, Thomas Letzel: Der Experimentator: Proteinbiochemie/Proteomics. Sechste Auflage. Spektrum Akademischer Verlag, Heidelberg 2016, ISBN 978-3-662-48851-5.
- Cornel Mülhardt: Der Experimentator: Molekularbiologie/Genomics. Siebte Auflage. Spektrum Akademischer Verlag, Heidelberg 2013, ISBN 978-3-642-34636-1.
- Werner Luttmann, Kai Bratke, Michael Küpper, Daniel Myrtek: Der Experimentator: Immunologie. Dritte Auflage. Spektrum Akademischer Verlag, Heidelberg 2014, ISBN 978-3-642-41899-0.
- Hans-Joachim Müller, Thomas Röder: Der Experimentator: Microarrays. Spektrum Akademischer Verlag, Heidelberg 2004, ISBN 978-3-8274-1438-0.
- Sabine Schmitz: Der Experimentator: Zellkultur. Vierte Auflage. Spektrum Akademischer Verlag, Heidelberg 2020, ISBN 978-3-662-58951-9.
- Guido Hermey, Claudia Mahlke, Michael Schwake, Tobias Sommer-Blöchl: Der Experimentator: Neurowissenschaften. Spektrum Akademischer Verlag, Heidelberg 2011, ISBN 978-3-8274-2369-6.
- Sabine Schmitz, Christine Desel: Der Experimentator: Zellbiologie. Spektrum Akademischer Verlag, Heidelberg 2018, ISBN 978-3-662-56111-9.